# Volt & State
Volt & State est un duo de disc jockeys et producteurs néerlandais.

## Discographie

### Singles
- 2013 : Fugitive
- 2013 : Persia
- 2013 : Shadows (feat. Rico & Miella)
- 2013 : Tribute
- 2013 : Ruins (feat. Jonny Rose)
- 2014 : Gajah (avec Burgundy's)
- 2014 : Conspiracy
- 2014 : Rush
- 2015 : Black & White (avec Merk & Kremont)
- 2015 : Warriors (avec Nicky Romero)
- 2015 : Falling Down (avec Manse)
- 2015 : Sandcastles
- 2015 : Haunted / Down (avec John Christian)
- 2016 : Hold On (avec Sam Void & Avedon)
- 2016 : Anthems

### Remixes
- 2014 : Orjan Nilsen & Jonathan Mendelsohn - Apart (Martin Volt & Quentin State Remix)
- 2014 : Jacquie Lee - Broken Ones (Martin Volt & Quentin State Remix)
- 2014 : Nicky Romero & Vicetone feat. When We Are Wild - Let Me Feel (Martin Volt & Quentin State Remix)
- 2015 : Lush & Simon x Rico & Miella - We Are Lost (Volt & State Remix)